# International Standard Audiovisual Number
International Standard Audiovisual Number (ISAN) – uniwersalny, uznawany międzynarodowo system numeracji służący do identyfikacji dzieł audiowizualnych, podobnie jak ISBN dla książek. Został opracowany przez organizację ISO (International Organization for Standardization), a dokładnie przez jej Komitet Techniczny TC46/SC9 w maju 1997 roku. Za promowanie kodu na świecie, wyznaczanie Regionalnych Agencji Rejestracyjnych oraz prowadzenie i zarządzanie systemem ISAN odpowiada ISAN-IA (ang. ISAN – International Agency) ISAN-IA.
Międzynarodowy Standard ISAN (ISO standard 15706:2002 i ISO 15706-2) umożliwia efektywną identyfikację utworów audiowizualnych wprowadzanych do obrotu w elektronicznych kanałach dystrybucji oraz na cyfrowych nośnikach informacji.
System ISAN oferuje stały, unikatowy, uznawany międzynarodowo numer referencyjny dla każdego utworu oraz zbioru meta danych, który go opisuje. Służy do identyfikacji utworów przez cały ich cykl życia i jest niezależny od wszelkich fizycznych postaci (nośników), w których dany utwór istnieje lub jest rozpowszechniany.
Kody ISAN mogą być wykorzystywane zarówno w mediach cyfrowych, jak i fizycznych, takich jak kinowe kopie eksploatacyjne, filmy DVD, publikacje, reklama i opakowania, jak również umowy licencyjne w celu niepowtarzalnego zidentyfikowania utworu.
Identyfikator ISAN jest zgodny z wieloma standardami roboczymi i końcowymi włączając w to AACS, DCI, MPEG, DVB, i ATSC.

## Użytkownicy
Do pierwotnych, głównych użytkowników systemu zalicza się producentów lub dystrybutorów stosujących ISAN do projektów zarządzania bibliotekami, identyfikacji mediów optycznych i cyfrowej dystrybucji filmów. Wśród innych użytkowników znajdują się nadawcy transmisji cyfrowych, kablowych oraz inni uczestnicy np.:
- Podmioty zainteresowane licencjonowaniem utworów audiowizualnych i zarządzaniem pozwoleniami i płatnościami za wykorzystanie tych materiałów, czyli m.in. udziałowcy lub posiadacze praw autorskich, włączając w to między innymi producentów, scenarzystów, reżyserów, aktorów, producentów i kompozytorów.

- Strony zaangażowane w administrację prawami autorskimi utworów audiowizualnych na przykład organizacje zbiorowego zarządzania pomagające w rozdzielaniu honorariów.

- Osoby związane z wydawaniem lub rozpowszechnianiem różnych wersji utworów dla widowni, na przykład nadawcy telewizyjni, dystrybutorzy i wydawcy.

- Osoby zarządzające bazami danych związanymi z utworami audiowizualnymi i (lub) polegające na elektronicznej wymianie danych takie, jak usługi wykazu programów telewizyjnych.

- Osoby śledzące i informujące o wykorzystaniu wersji utworów audiowizualnych, na przykład przedsiębiorstwa prowadzące badania pomiaru widowni i wskaźników.

- Osoby zarządzające katalogowaniem i (lub) ochroną zbiorów utworów audiowizualnych, na przykład archiwiści.

- Organizacje związane ze standardami projektowania i kodowania dla przemysłu telewizyjnego, filmowego i nadawczego.

- Osoby, które muszą prowadzić wymianę precyzyjnych danych związanych z określonymi wersjami utworów audiowizualnych, na przykład strony zaangażowane w działania antypirackie, urzędnicy celni i Interpol.

## Struktura kodu ISAN

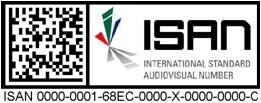
Przykładowy numer ISAN z dwuwymiarowym kodem kreskowym

Numer ISAN jest 96-bitowym numerem składającym się z trzech segmentów: rdzeń, odcinek lub część oraz wersja. Rdzeń jest przypisany do głównego utworu. Kolejne części filmu lub odcinki serialu telewizyjnego związane z utworem głównym mogą mieć taki sam rdzeń, lecz różniły się będą w składniku określającym „odcinek lub część”. (Jeżeli z utworem głównym nie są skojarzone żadne części czy odcinki, segment przeznaczony na informację o odcinku jest wypełniony zerami.) Utwory (oraz ich odcinki lub części), które zostały w jakiś sposób zmodyfikowane (na przykład mają różne ścieżki audio lub dodane napisy), mogą mieć różne wersje. W zapisie szesnastkowym 96-bitowy numer ISAN składa się z 24 znaków (obejmujących cyfry 0-9 i litery A-F):
00000000D07A009000000000
Drukowany numer ISAN przeznaczony do naturalnego odczytu przez ludzi zawsze zaczyna się od oznaczenia ISAN, zapisywany jest z myślnikami oddzielającymi w celu usprawnienia obróbki grupami cyfr i zawiera dodatkowo dwa znaki kontrolne (spośród liter od A do Z) w celu ułatwienia wykrycia błędów w transkrypcji. W efekcie numer wygląda w sposób następujący:
ISAN 0000-0000-D07A-0090-Q-0000-0000-X
Międzynarodowa Agencja ISAN (ISAN – IA) opracowała także rekomendowaną praktykę kodowania numeru ISAN w formie dwuwymiarowego kwadratowego kodu kreskowego z 96 pikseli (kod kreskowy składa się z 22 kolumn i 22 wierszy zakodowanych danych). Numer ISAN jest numerem centralnie rejestrowanym i przypisanym na stałe. Utwór, do którego się odnosi, jest identyfikowany poprzez zbiór metadanych. Rejestr centralny zapewnia, że dla tego samego zbioru metadanych nie zostaną omyłkowo przypisane dwa numery ISAN (duplikaty).
Utwór skojarzony z numerem ISAN jest w sposób niepowtarzalny identyfikowany jego zbiorem metadanych. Zbiór metadanych ISAN jest rejestrowany i przechowywany przez ISAN – IA. Obejmuje m.in. następujące pozycje:
- Tytuł (oryginalny i alternatywny),
- Twórców (reżyser, scenarzysta, producent, aktorzy...),
- Typ utworu (film fabularny, film dokumentalny, serial, film reklamowy...),
- Czas trwania,
- Rok i kraj(e) produkcji

i wiele innych pól identyfikujących utwór.
Zbiór metadanych jest stosowany do wszystkich rodzajów utworów audiowizualnych, z uwzględnieniem powiązanych z nimi wersji trailerów, fragmentów, nagrań i nadań.

## ISAN-IA
ISAN-IA (ISAN International Agency) z siedzibą w Genewie jest międzynarodową Agencją Rejestracyjną typu non-profit. Fundatorami powstałej w 2003 roku Agencji są AGICOA, CISAC oraz FIAPF. Organizacje te – zaangażowane w stworzenie i rozwój ISAN już od 1997 roku – zdecydowały się na powstanie Agencji w celu dynamicznego upowszechniania idei ISAN oraz efektywnego zarządzania standardem ISAN, jako głównym systemem służącym do sprawnej identyfikacji utworów audiowizualnych eksploatowanych na całym świecie.
Do głównych zadań ISAN-IA należy:
- utrzymywanie centralnej bazy danych ISAN
- realizowanie, prowadzenie i zarządzanie systemem ISAN
- rozwiązywanie konfliktów (duplikaty)
- nadawanie uprawnień Agencjom Rejestracyjnym na całym świecie, odpowiedzialnym za numerację ISAN na danym obszarze
- promowanie standardu ISAN w przemyśle audiowizualnym – przy pomocy Agencji Rejestracyjnych.